# Griegos y troyanos peleando por el cuerpo de Patroclo
Los griegos y troyanos peleando por el cuerpo de Patroclo es una pintura al óleo por Antoine Wiertz. Existen varias versiones de la pintura. La primera fue hecha en el año 1836 (Musée des pretendientes-artes de Liège).

## Descripción
Las dimensiones de la pintura son 395 x 703 centímetros.
Es parte de la colección del Museo Antoine Wiertz, uno de los Museos Reales de Bellas Artes de Bélgica.

## Galería

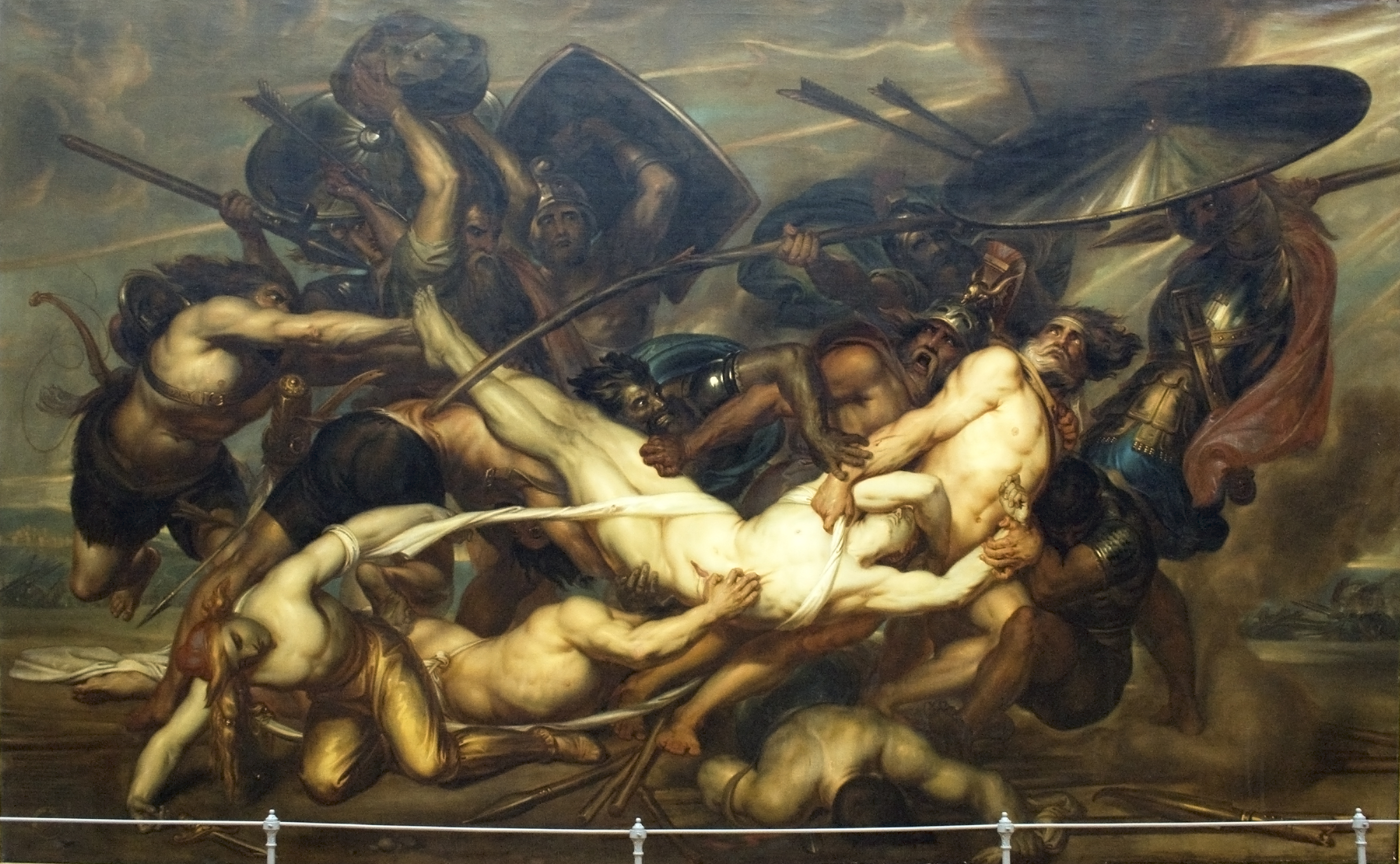
De Antoine Wiertz Museo (1844)
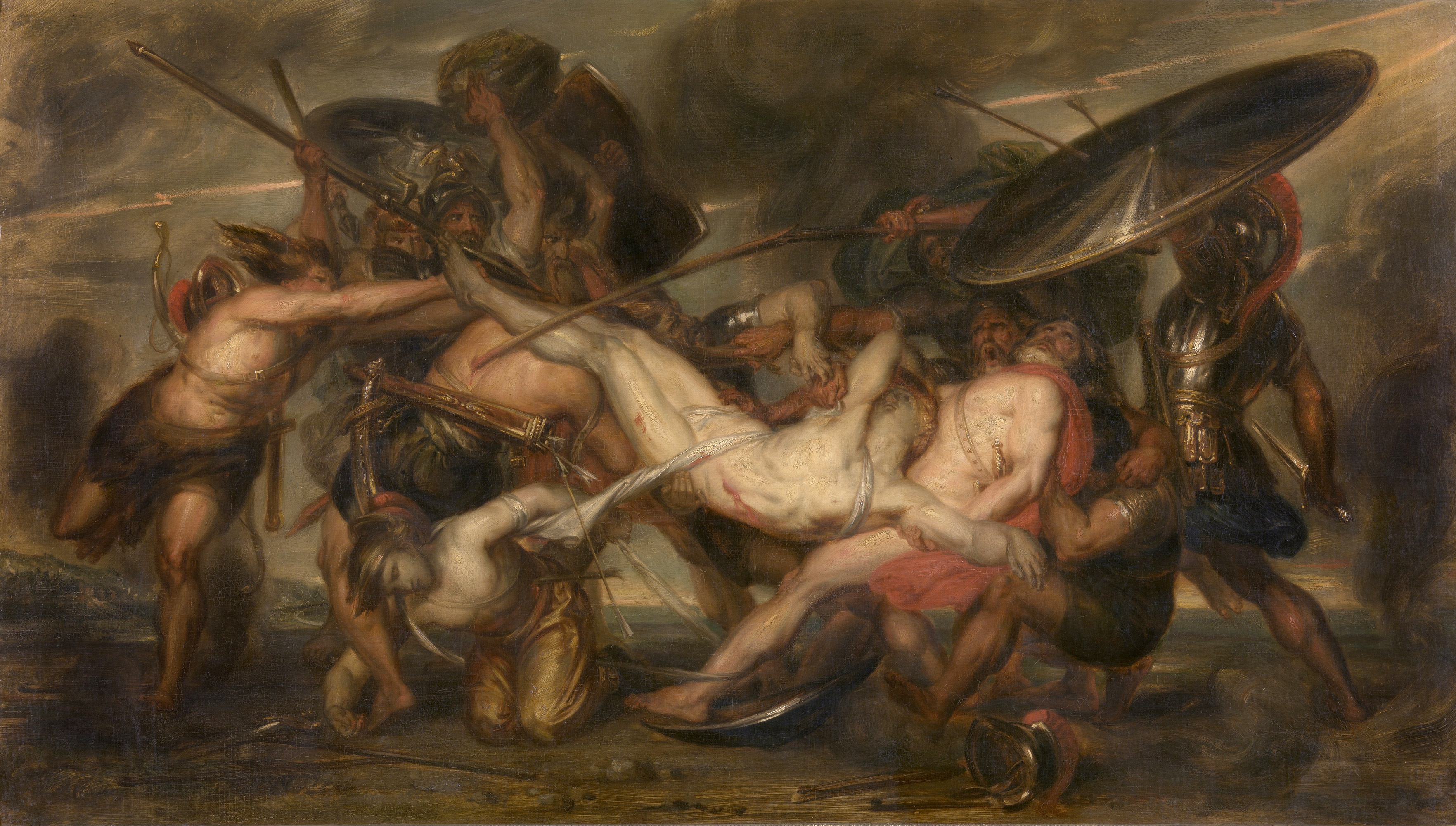
Copia más pequeña en KMSKA